# Urtijëi
Urtijëi (alemany St. Ulrich, italià Ortisei) és un municipi italià, dins de la província autònoma del Tirol del Sud. És un dels municipis de la vall Gherdëina (Ladínia), situat a 1.236 metres sobre el nivell del mar. L'any 2007 tenia 4.579 habitants. Limita amb els municipis de Kastelruth, Villnöß, Lajen i Santa Cristina Gherdëina.

## Situació lingüística
| Pertinença lingüística (cens 2001) | 12,13% alemany |
| Pertinença lingüística (cens 2001) | 5,55% italià   |
| Pertinença lingüística (cens 2001) | 82,32% ladí    |

## Administració

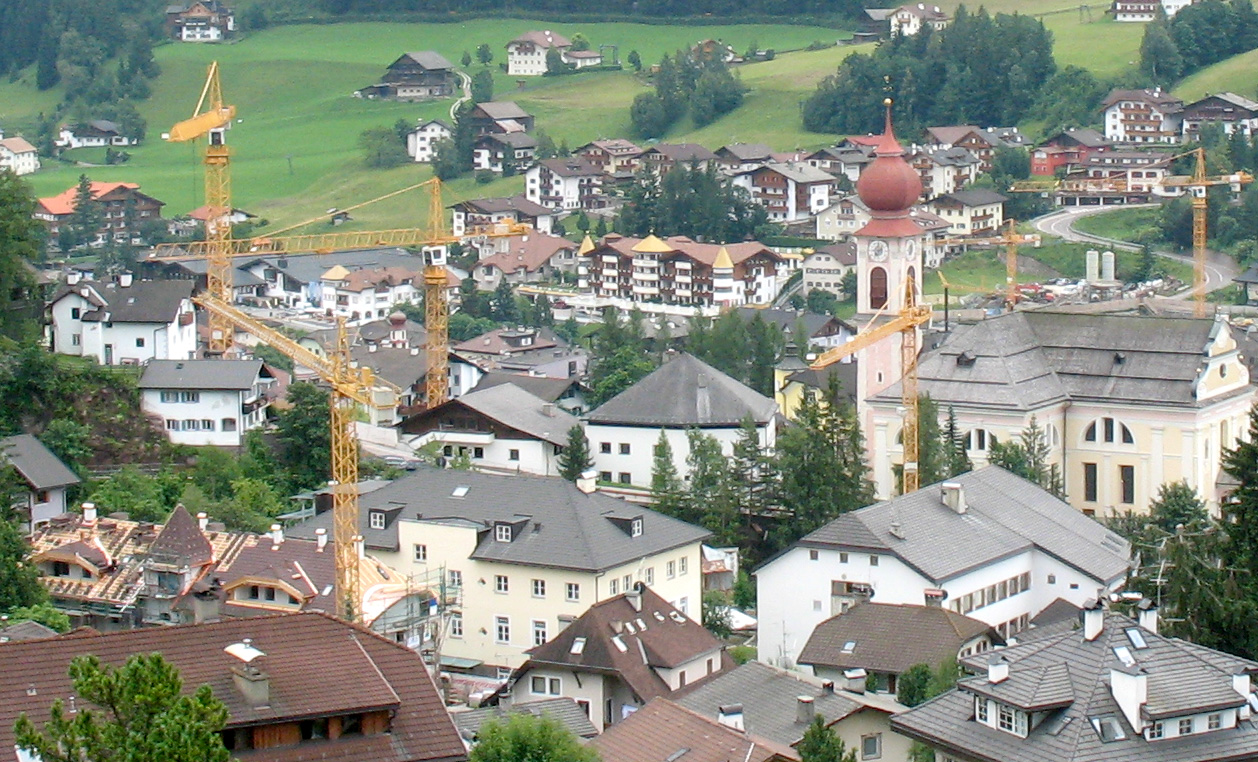
Urtijëi 2008

| Període | Identitat                     | Partit |
| ------- | ----------------------------- | ------ |
| 2004-   | Ewald Norbert Leopold Moroder | SVP    |

## Personatges il·lustres
- Giorgio Moroder (1940), productor discogràfic i compositor
- Ludwig Moroder (1879 - 1953), escultor
- Josef Moroder-Lusenberg (1846, 1939), pintor
- Ernesto Prinoth (1923-1981), pilot

Territori comunal